# Mosterton
Mosterton ist eine Ortschaft und zugleich eine Landgemeinde (Civil Parish) in der Grafschaft Dorset, England mit, Stand 2014, 636 Einwohnern.

## Geographie
Mosterton liegt im Nordwesten von Dorset an der Grenze zur Grafschaft Somerset, etwa in der Mitte zwischen den Kleinstädten Beaminster im Süden und Crewkerne im Norden, die beide rund fünf Kilometer entfernt liegen. Entstanden ist der Ort als Straßendorf entlang der durchführenden A 3066, die hier den wenige Kilometer östlich entspringenden Fluss Axe quert.
Die Fläche der Gemarkung beträgt 4,62 Quadratkilometer. Benachbarte Gemeinden sind, beginnend im Norden und dann im Uhrzeigersinn, das bereits in Somerset liegende Misterton sowie South Perrott, Beaminster, Broadwindsor und Seaborough.

## Geschichte
Das Domesday Book aus dem elften Jahrhundert gibt für Mortestorne 18 Haushalte an, als Besitzer des Dorfes wird Richard de Redvers angegeben. Unter den auf ihn folgenden Grundherren befand sich neben anderen auch die Familie von Thomas Morus. Der aus dem altenglischen stammende Ortsname nimmt Bezug auf einen dornenbewehrten Baum und dessen Eigentümer Mort, möglicherweise aber auch auf die Tatsache, dass dieser Baum einen Todesfall verursacht hatte.

## Bauwerke
In Mosterton werden insgesamt dreizehn Bauwerke als kulturhistorisch bedeutsam eingestuft und als Listed Building geführt, alle in der  Kategorie II. Unter diesen sind ein Pub, das nach Admiral Hood benannt ist, sowie die 1833 als Filiale von South Perrott erbaute Kirche St. Mary. Sie weist die Besonderheit auf, dass die von 1975 stammenden Kirchenfenster hinter dem Altar landwirtschaftliche Motive, z. B. einen Mähdrescher und einen Traktor zeigen.

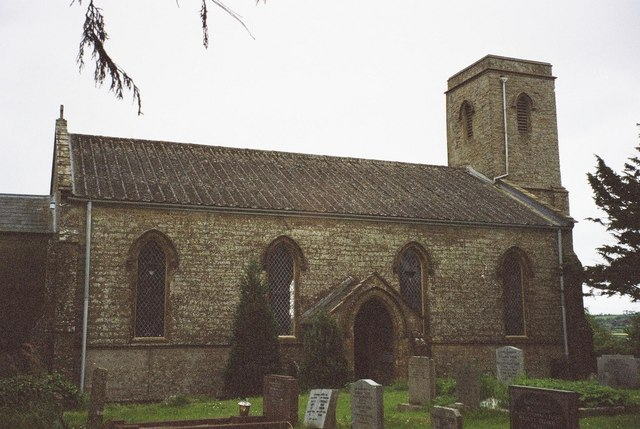
St. Mary’s Church
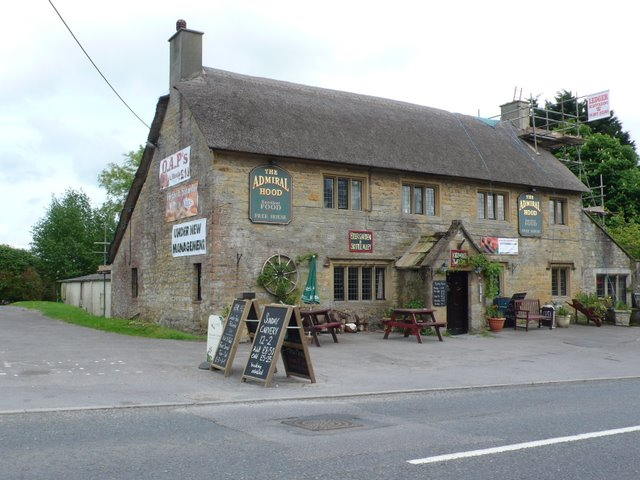
The Admiral Hook
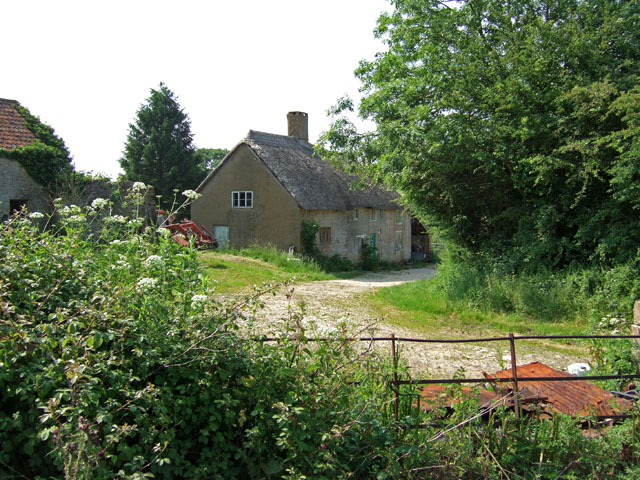
Buckham Mills